# Trichostomum atrocaule
Trichostomum atrocaule là một loài Rêu trong họ Pottiaceae. Loài này được (K. Saito) R.H. Zander miêu tả khoa học đầu tiên năm 1993.